# Сидар Хил Лејкс (Мисури)
Сидар Хил Лејкс (енгл. Cedar Hill Lakes) град је у америчкој савезној држави Мисури.

## Демографија
По попису из 2010. године број становника је 237, што је 8 (3,5%) становника више него 2000. године.
| Група             | 2000.       | 2010.       |
| Белци             | 224 (97,8%) | 228 (96,2%) |
| Афроамериканци    | 0 (0,0%)    | 0 (0,0%)    |
| Азијати           | 0 (0,0%)    | 3 (1,3%)    |
| Хиспаноамериканци | 2 (0,9%)    | 3 (1,3%)    |
| Укупно            | 229         | 237         |